# Louis Buvelot

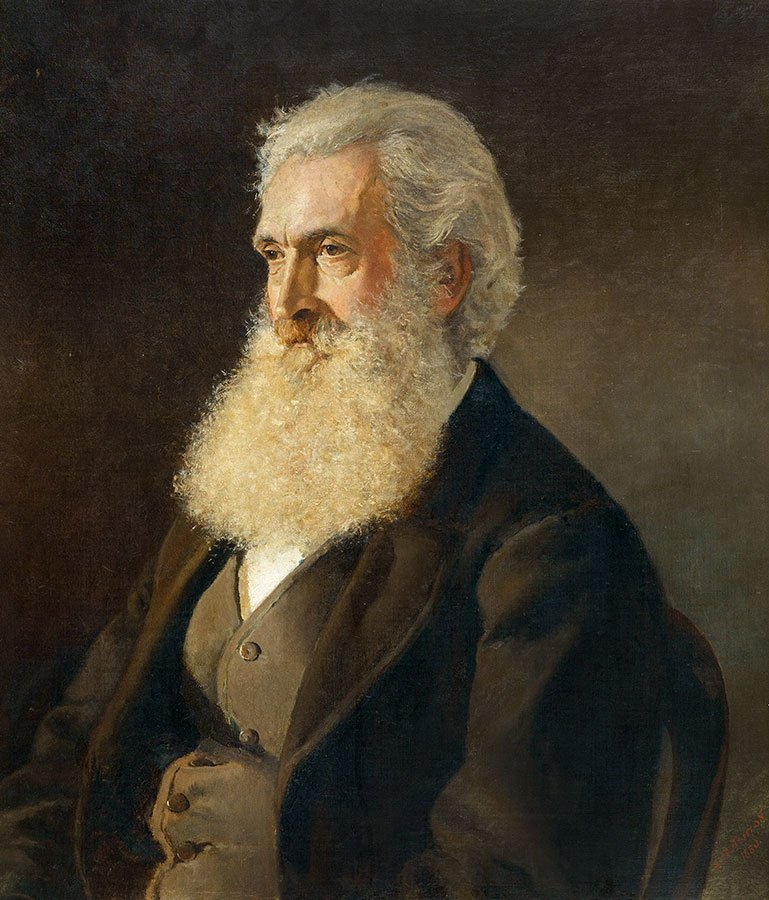
Julian Ashton: Porträt von Louis Buvelot, 1880

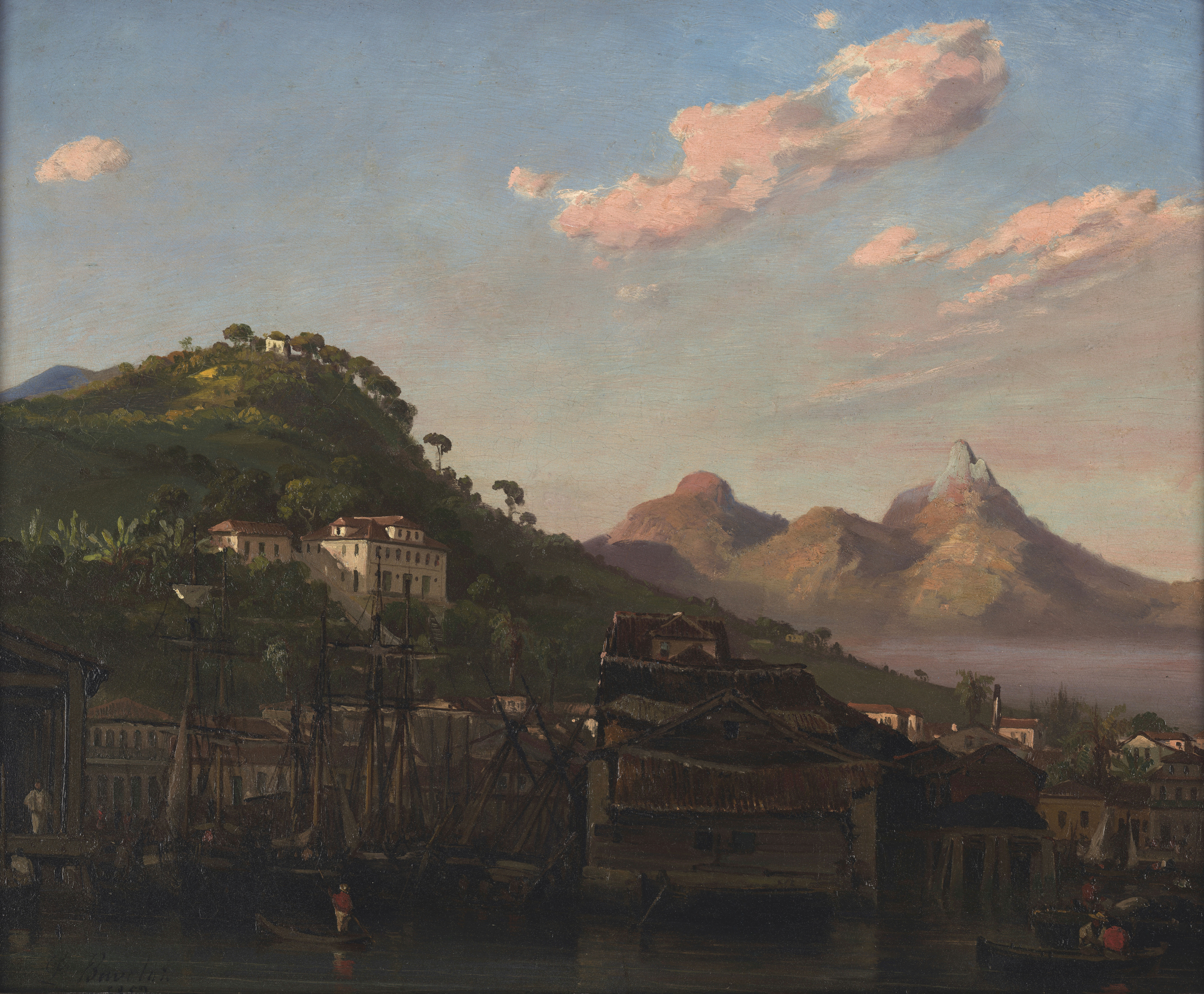
Blick auf Gamboa, Rio de Janeiro, 1852

Abram-Louis Buvelot (* 3. März 1814 in Morges, Waadt, Schweiz; † 30. Mai 1888 in Melbourne) war ein Schweizer Landschaftsmaler, Grafiker, Kunstpädagoge und Fotograf, der 17 Jahre in Brasilien und nach 5 Jahren in der Schweiz 23 Jahre in Australien lebte. Er ist bekannt für seinen bedeutenden Einfluss auf die Entwicklung der australischen Kunst, insbesondere auf die Heidelberg School. „Mit feinem Gespür für das natürliche Licht zeigen seine Werke die australische Landschaft und fangen ihre unverwechselbare Atmosphäre ein.“

## Leben

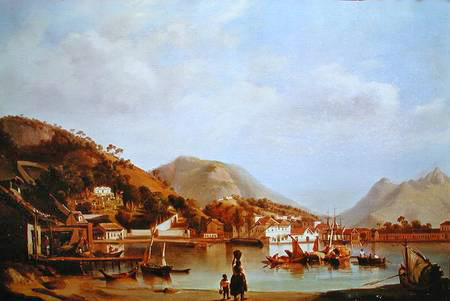
Umgebung von Rio de Janeiro, 1854

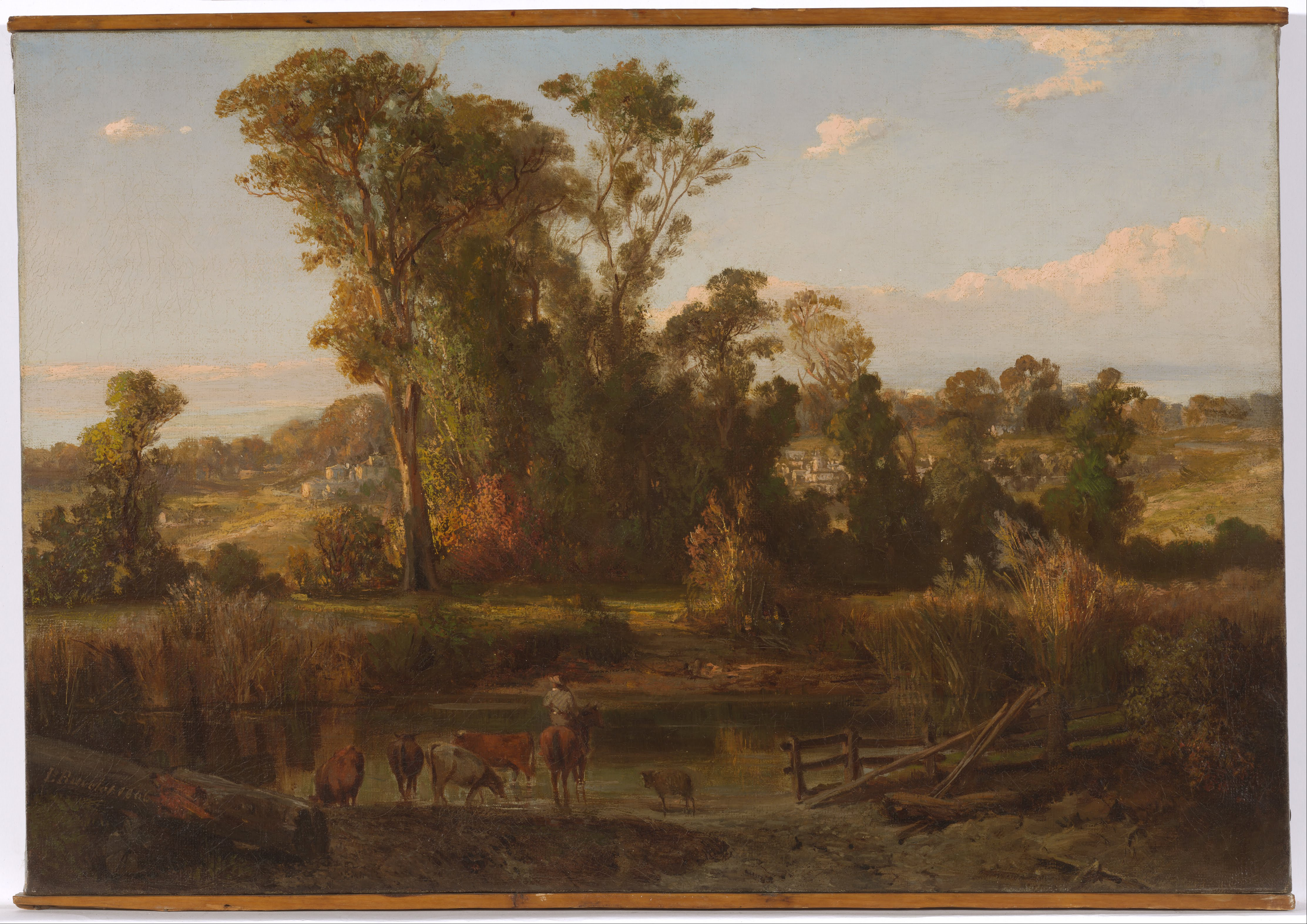
Bei Heidelberg (Victoria Australien), 1866

Abram-Louis Buvelot wurde 1814 in Morges als zweiter Sohn des Beamten François-Simeon Buvelot und Jeanne-Louise-Marguerite, geborene Heizer, geboren. Er hatte einen Bruder, Eugene-Jean-Louis-Henri (1820?–1852), der Drucker und Lithograph wurde. Die Familie Buvelot war ab 1677 Bürger von Morges, wohin sie als protestantische Flüchtlinge aus Condé-en-Barrois gekommen waren. Im November 1830 verließ Abram-Louis Buvelot Morges, wahrscheinlich um die 1821 in Lausanne gegründete Zeichenschule zu besuchen, deren Direktor und einziger Lehrer Marc-Louis Arlaud war, ein Schüler von Jacques-Louis David. Vermutlich verließ er die Schweiz 1834 und verbrachte neun Monate in Paris, bevor er 1835 nach Bahia in Brasilien reiste, wo sein Onkel François Buvelot (geb. 1777) von 1825 bis 1842 eine Kaffeeplantage in Leopoldina betrieb.

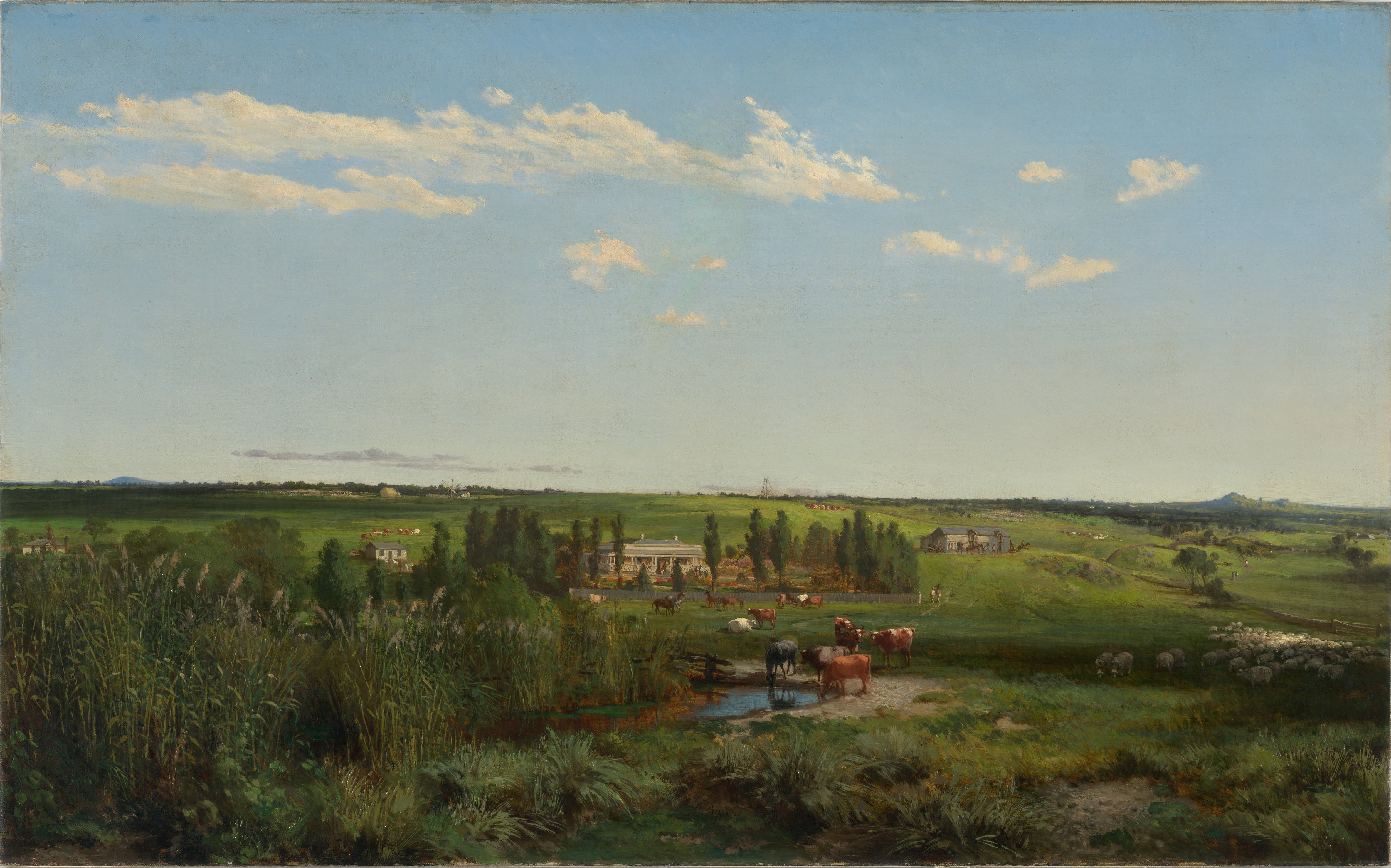
Mount Fyans homestead (Gehöft „Mount Fyans“) 1869

Im Oktober 1840 ging Louis Buvelot nach Rio de Janeiro und ließ sich als Künstler registrieren. Im Dezember 1840 veranstaltete die Akademie der Schönen Künste von Rio ihre dritte öffentliche Ausstellung, zu der Buvelot zwei Landschaftsgemälde beisteuerte, die viel Lob erhielten. Bis zu seiner Rückkehr nach Europa im Jahr 1852 nahm er jedes Jahr mit einer kleinen Anzahl von Landschaften an den Ausstellungen der Akademie teil, mit Ausnahme der Jahre 1842, 1845 und 1851.

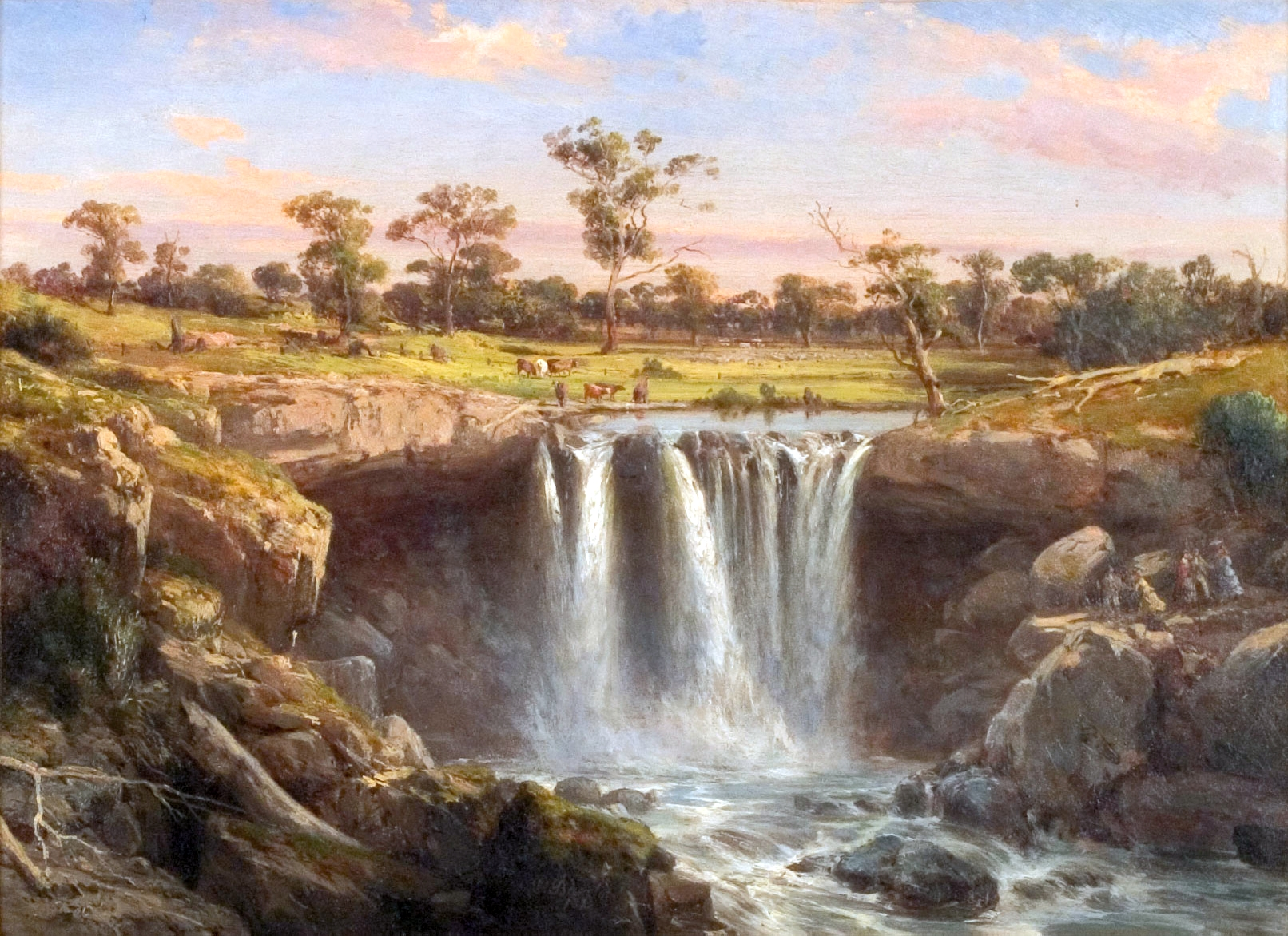
Einer der Wasserfälle des Wannon, 1872

1842 schufen Louis Buvelot und der französische Historienmaler Louis-Auguste Moreaux (1818–1877) eine Serie von zwölf lithographischen Ansichten von Rio. Sechs weitere Ansichten kamen 1844 hinzu, und die Serie wurde in Rio von Heaton & Rensberg unter dem Titel Rio de Janeiro Pitoresco herausgegeben; Louis Buvelot entwarf die Landschaften, Moreaux die Figuren. Um 1845 gründete Buvelot zusammen mit dem französischen Fotografen Prat (gest. 1852) ein Fotostudio und fertigte Daguerreotypie-Porträts an. In den Jahren 1849–1851 wurden sie von Kaiser Pedro II. von Brasilien beauftragt, die Verschönerungsarbeiten des Kaisers auf seinem Anwesen in Petrópolis zu fotografieren. Louis Buvelot fertigte mindestens ein Daguerreotypie-Porträt des Kaisers an.
Im November 1843 heiratete Louis Buvelot Marie-Félicité Lalouette, geboren 1816 in Paris. Anfang 1852 kehrte die Familie Buvelot in die Schweiz zurück. Von Juli 1852 bis Dezember 1853 lebten sie in Vevey im Kanton Waadt, wo Louis Buvelot erfolglos versuchte, sich als Porträtfotograf zu etablieren. In den Jahren 1853/1854 zeigte er einige Landschaftsbilder auf öffentlichen Kunstausstellungen in Lausanne. Im Dezember 1853 zog Louis Buvelot mit Marie-Félicité und ihrer Tochter nach Lausanne, wo er sich erneut erfolglos als Fotograf versuchte. Im Dezember 1854 reiste er ohne Frau und Tochter mit dem österreichischen Künstler Ferdinand Krumholz, den er in Rio kennengelernt hatte, nach Kalkutta. Die beiden hofften, dort als Maler und Fotografen Geld zu verdienen. Im August 1855 kehrte Buvelot in die Schweiz zurück, um eine Stelle als Zeichenlehrer an einer neuen Industrieschule in La Chaux-de-Fonds, Neuenburg, anzutreten. Dort blieb er mit seiner Frau und seiner Tochter bis September 1864. 1855–1864 nahm er mit Landschaftsbildern an den Ausstellungen der Neuenburger Gesellschaft der Kunstfreunde teil. 1856 nahm er mit einer Landschaft an der Allgemeinen Ausstellung in Bern teil. 1864 gehörte er dem Komitee an, das die Gründung des Kunstmuseums in La Chaux-de-Fonds durchsetzte.

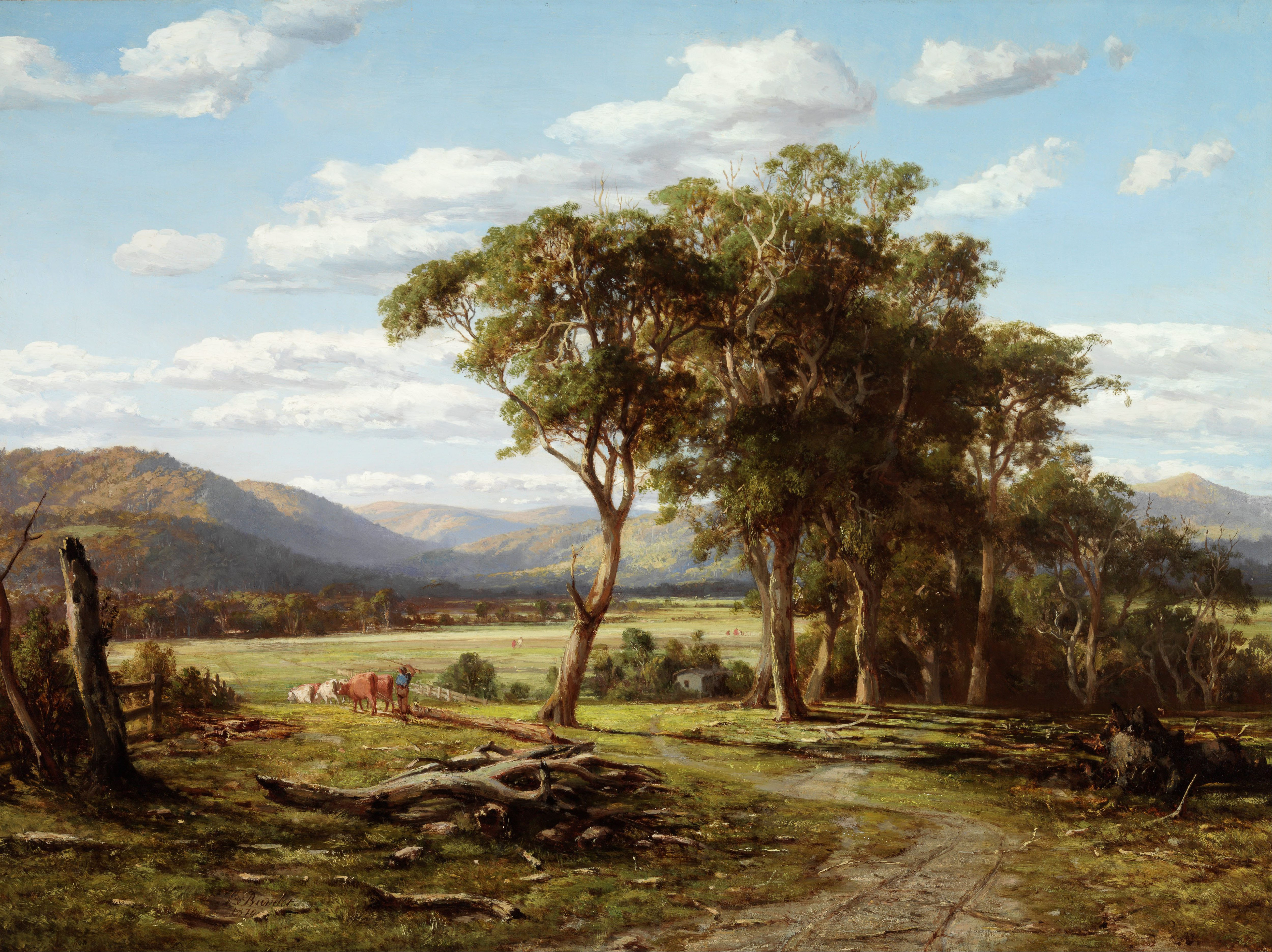
In Lilydale, 1870

Im September 1864 verließ Louis Buvelot seine Familie in La Chaux-de-Fonds, und zwei Monate später segelte er in Begleitung von Caroline-Julie Beguin, einer Kollegin aus La Chaux-de-Fonds, von Liverpool nach Victoria in Australien. Das Todesdatum seiner Frau Marie-Félicité ist nicht bekannt; ihre einzige Tochter Jeanne-Louise-Sophie, geboren am 24. Februar 1843 in Rio, wurde Graveurin von Uhrengehäusen und heiratete im April 1862 in La Chaux-de-Fonds Fritz-Ulysse Vuille; der letzte männliche Vuille, ebenfalls Fritz-Ulysse, der Urenkel Buvelots, starb vermutlich um 1929.
Nach seiner Ankunft in Melbourne im Februar 1865 kaufte Louis Buvelot ein Fotostudio in der Bourke Street East und fotografierte ein Jahr lang Porträts. Im Jahr 1866 zog er in die La Trobe Street East und nahm seine Malerei wieder auf, während Caroline-Julie Beguin ihm Französischunterricht gab, um Buvelot dabei zu helfen, sich als Künstler in Melbourne zu etablieren. 1873 zogen er und Caroline-Julie Beguin (inzwischen seine zweite Frau) in ein Cottage in der George Street in Fitzroy. Von 1866 bis 1882 nahm Buvelot mit seinen Landschaftsbildern an verschiedenen internationalen, interkolonialen und viktorianischen Ausstellungen teil. Seine Arbeiten fanden stets großen Anklang, und 1869 hatte er sich den Ruf eines führenden Landschaftsmalers in Melbourne erworben. In den Jahren 1870–1874 war er Mitglied des Komitees der Victorian Academy of Arts und stellte mit dieser Gruppe aus.
1869 unterrichtete Louis Buvelot Landschaftszeichnen an der Artisans’ School of Design in der alten Trades Hall in Carlton. Im Jahr 1868 hatte er sich um eine unbezahlte Lehrtätigkeit in den Kunstklassen der National Gallery of Victoria beworben, doch trotz der Briefe der Studenten, die seine Ernennung forderten, wurde die bezahlte Stelle 1870 an Eugen von Guerard vergeben. Louis Buvelot nahm einige Privatschüler auf, darunter den Architekten J. J. Clark und die Landschaftsmaler Charles Bennett und H. J. Johnstone. Er unternahm ausgedehnte Skizzenreisen in Victoria, wobei er den Western District, die Gegend um Port Phillip und Macedon bevorzugte; möglicherweise besuchte er auch Südaustralien und Tasmanien. Im Jahre 1884 gab er die Malerei wegen seiner nachlassenden Sehkraft und seiner verkrüppelten Hände ganz auf. Er starb am 30. Mai 1888 und wurde auf dem Friedhof von Kew beigesetzt, wo durch öffentliche Subskription ein Denkmal errichtet wurde. 1894 wurde die Grosvenor-Galerie der National Gallery of Victoria zu seinen Ehren in Buvelot Gallery umbenannt.

## Einfluss

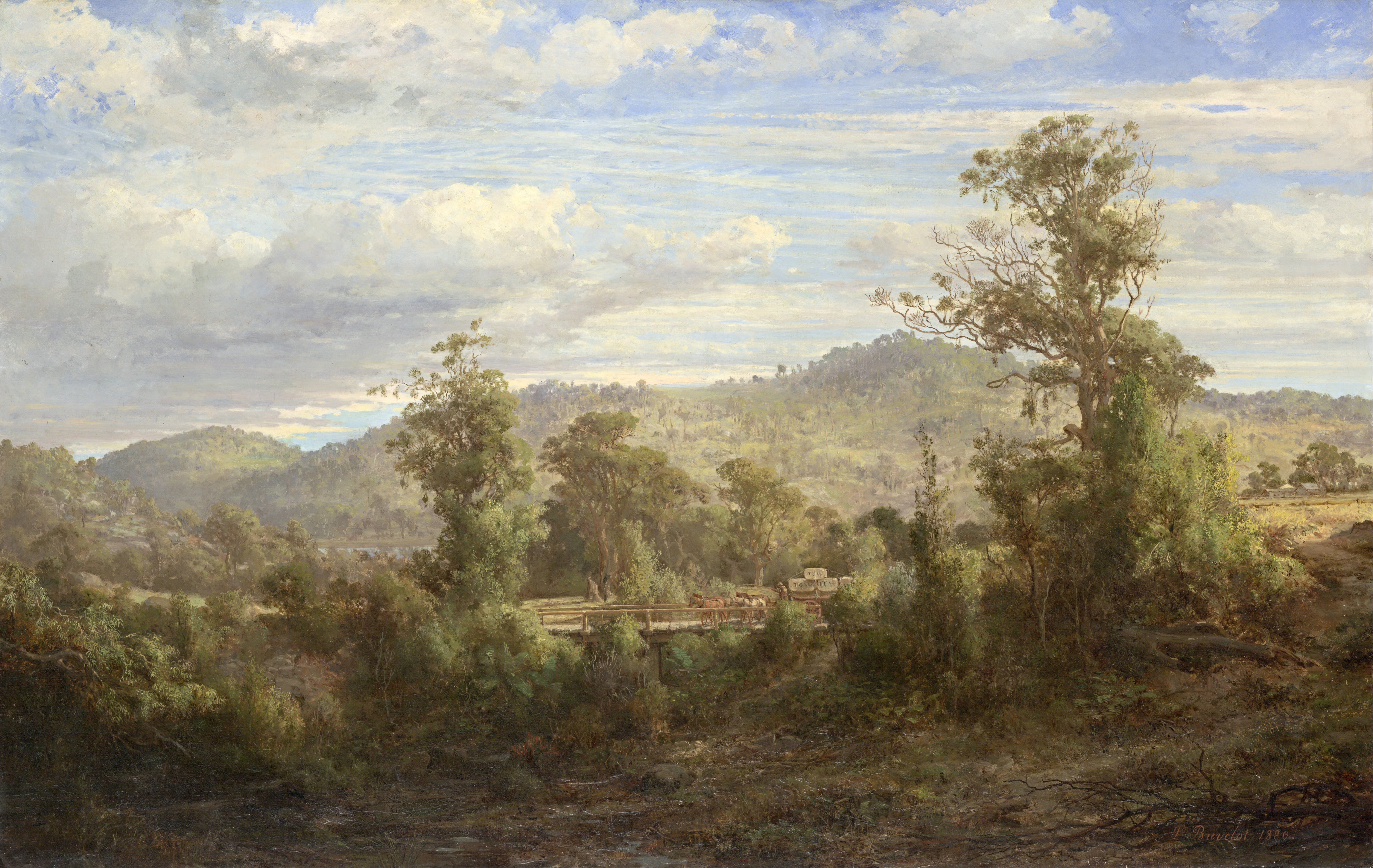
Zwischen Tallarook und Yea, 1880

Louis Buvelot war in der Öl- und Aquarellmalerei gleichermaßen begabt. Mit einer einzigen bekannten Ausnahme, einem Porträt von 1860, malte er ausschließlich Landschaften. In der ersten bekannten Rezension von Louis Buvelots Werk (Rio, 1844) lobt der Kritiker die „wahrheitsgetreuen“ Lichteffekte, den topografischen und atmosphärischen Realismus und die Attraktivität der Bilder. Diese Eigenschaften finden sich in Buvelots Werk wieder. Sein Werk wird oft mit dem der Schule von Barbizon verglichen, obwohl ein direkter Kontakt zwischen Louis Buvelot und diesen Künstlern oder ihren Werken nicht nachgewiesen ist. Die meisten Landschaftsmaler, die zwischen 1850 und 1900 in Neuenburg tätig waren, standen jedoch in direktem Kontakt mit den französischen Malern der paysage intime in Paris und Umgebung, was zur Entstehung einer kleinen, blühenden Schule von Künstlern des „Freilicht-Realismus“ führte, deren Zentrum in Neuenburg lag, als Louis Buvelot dort arbeitete und ausstellte. Die Landschaften dieser Künstler sind kleinformatige, pastorale Szenen aus der unmittelbaren Umgebung und zeugen von einem Interesse an den Licht- und Tonverhältnissen des Morgens und des Nachmittags. Buvelot brachte diese westschweizerische Variante der Kunst von Barbizon nach Australien und entwickelte sie weiter. Louis Buvelots Stil, der oft als „naturalistisch“ bezeichnet wird, legte den Grundstein für die spätere Pleinair-Malerei der Heidelberg School. Seine Werke sind berühmt für ihre ruhige, meditative Qualität und ihre authentische Darstellung der australischen Landschaft.

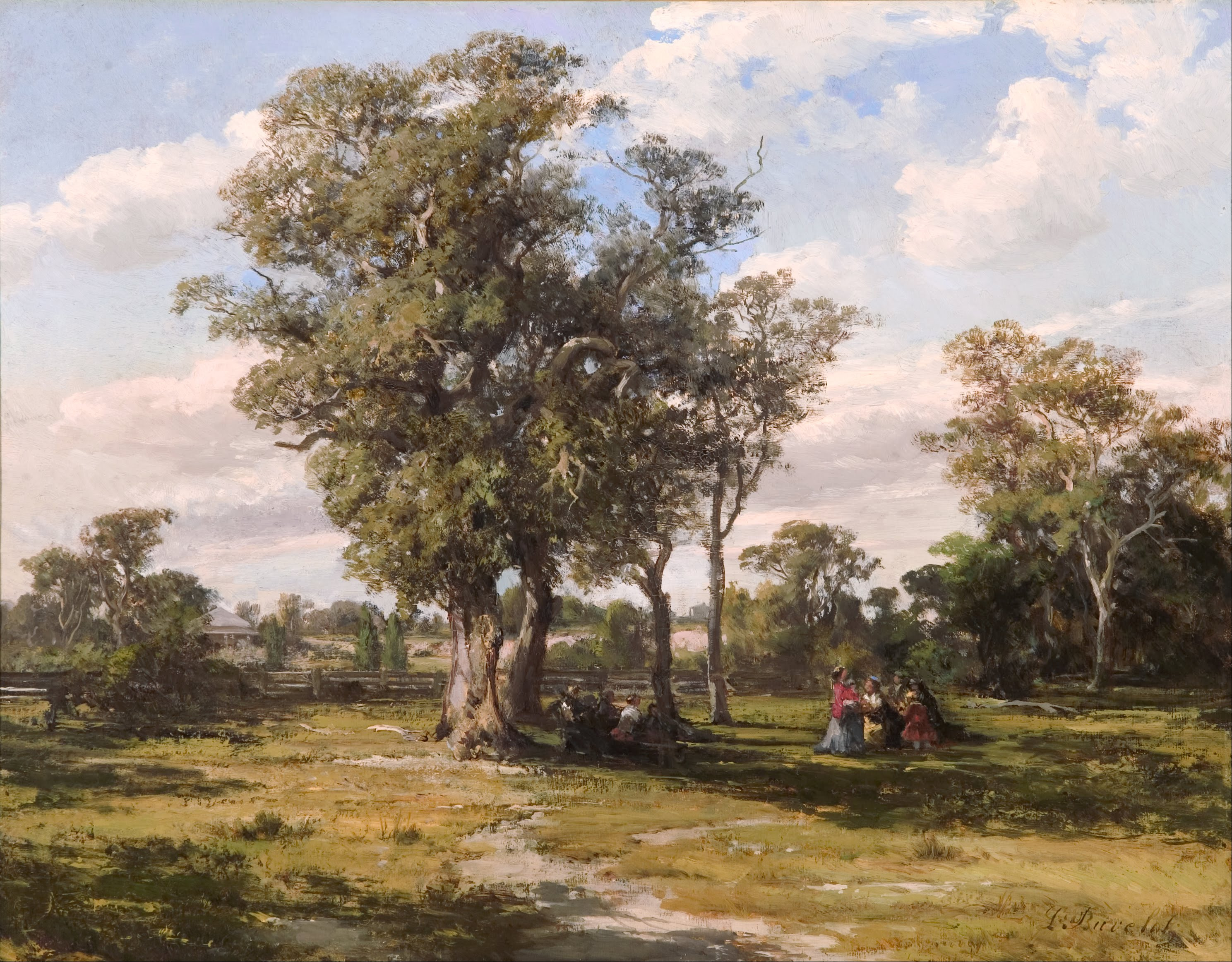
St Kilda Park, um 1880

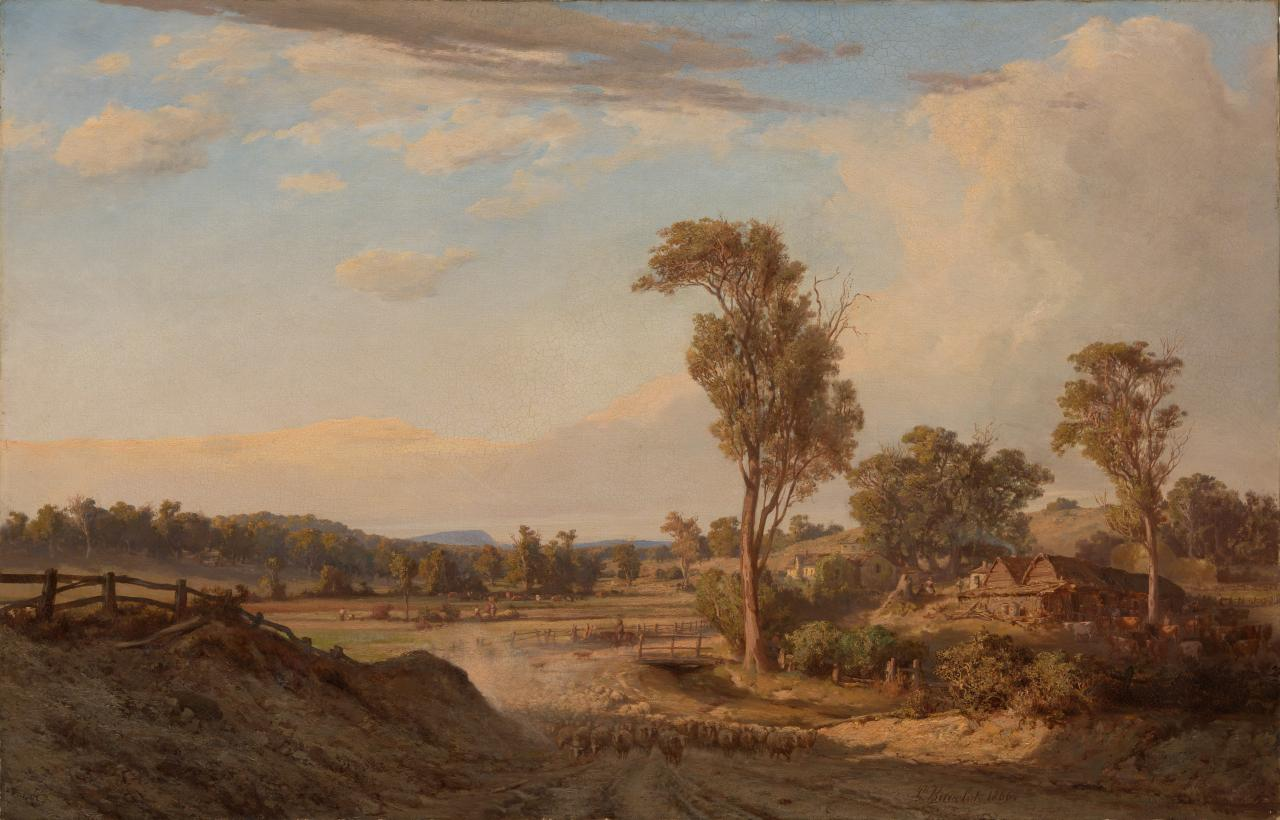
Sommernachmittag, Templestowe, 1866

Louis Buvelot ist vor allem für seinen großen Beitrag zur australischen Kunst bekannt. Seine Werke, zumeist Öllandschaften, genießen hohes Ansehen, aber vielleicht war sein Einfluss als Lehrer mehrerer Mitglieder der Heidelberg School noch größer, darunter Arthur Streeton, der Buvelots Gemälde Summer Evening Near Templestowe von 1866 als „die erste in Victoria gemalte schöne Landschaft“ bezeichnete.
Louis Buvelot hatte einen großen Einfluss auf die Maler nach ihm, die erkannten, dass sein technisches Können mit einer poetischen Vision verbunden war. Sein Enthusiasmus für die Pleinair-Malerei war ein wesentliches Merkmal der Arbeiten dieser Künstler.
Arthur Streeton, Tom Roberts und Frederick McCubbin würdigten ihn als den Vater der australischen Landschaftsmalerei. McCubbin schrieb: „Vor ihm gab es niemanden, der ihm den Weg wies; er besaß daher in sich selbst das Genie, die hervorstechenden lebendigen Merkmale des Landes zu erfassen und zu verstehen. Ich erinnere mich, als wäre es gestern gewesen, als ich eines Abends vor langer Zeit im Studley Park stand und den Sonnenuntergang in den Bäumen leuchten sah, und es war größtenteils durch Buvelot, dass ich die Schönheit der Szene erkannte.“
Louis Buvelots Gemälde befinden sich in der Westschweiz, in Brasilien, Kalifornien und in ganz Australien in öffentlichen und privaten Sammlungen.

## Ausstellung
- Nicolas Chevalier: 9. Mai 1828–15. März 1902; Louis Buvelot: 3. März 1814–30. Mai 1888: Lausanne, vom 17. Januar bis 14. Februar 1981. Ausstellung über zwei Waadtländer Maler. Katalog: Bibliothèque cantonale et universitaire, Lausanne 1981